# Зимовий карнавал
«Зимовий карнавал» (англ. Winter Carnival) — американська комедійна драма режисера Чарльза Райснера 1939 року.

## У ролях
- Енн Шерідан — Джилл Бакстер
- Річард Карлсон — професор Джон Велден
- Гелен Перріш — Енн Бакстер
- Джеймс Корнер — Міккі Ален
- Алан Болдвін — Дон Рейнольдс
- Роберт Армстронг — Тіджер Рейнольдс
- Джиммі Батлер — Ларрі Грей
- Вірджинія Гілмор — Марджі Стаффорд
- Джоан Леслі — Бетсі Філліпс
- Марша Гант — Люсі Морган
- Мортон Лоурі — граф Олаф фон Ландборг
- Сесіл Каннінгем — міс Ейнслі
- Роберт Аллен — Рокі Морган